# Dichroplus conspersus
Dichroplus conspersus är en insektsart som beskrevs av Bruner, L. 1900. Dichroplus conspersus ingår i släktet Dichroplus och familjen gräshoppor. Inga underarter finns listade i Catalogue of Life.